# Sign of the Gypsy Queen
«Sign of the Gypsy Queen» es una canción que fue escrita por Lorence Hud, la cual fue publicada originalmente en el álbum The Nature of the Beast de la banda de rock canadiense April Wine en 1981.  Este sencillo fue lanzado poco después y llegó a posicionarse en el lugar 57.° de la lista del Billboard Hot 100 el 27 de junio de 1981  y también estuvo en el conteo del Mainstream Rock Tracks donde alcanzó la 19.ª posición.

## Formación
- Myles Goodwyn - voz, guitarra y teclados
- Brian Greenway - guitarra y coros
- Gary Moffet - guitarra y coros
- Steve Lang - bajo y coros
- Jerry Mercer - batería y coros